# Изгорелите хамбари
„Изгорелите хамбари“ (на френски: Les Granges brûlées) е френско-италиански филм от 1973 г. на френския кинорежисьор Жан Шапо. Главната роля на инспектор Ларшер се изпълнява от френския киноартист Ален Делон. Главната женска роля на Роз се изпълнява от френската киноактриса Симон Синьоре.

## Сюжет
Внимание:  Текстът по-долу разкрива сюжета на произведението (или части от него)!
Роз е стълбът, около който се гради семейството. Всички разчитат на нея, но и всички негодуват срещу нейния авторитет. Тези противоречиви чувства се движат в унисон, докато един ден трупът на млада жена не е открит в близост до фамилната ферма „Изгорелите хамбари“. Първоначално подозренията на инспектор Ларшер се насочват към най-малкия син на Роз, но постепенно членовете на семейството излизат извън подозрение. Дълбоко заровени тайни ще излязат наяве, а семейството никога няма да бъде същото.

## В ролите
| Изпълнител       | Роля             |
| ---------------- | ---------------- |
| Ален Делон       | инспектор Ларшер |
| Симон Синьоре    | Роз              |
| Пол Кроше        | Пиер Пиер        |
| Бернар Ле Кок    | Пол              |
| Миу-Миу          | Моника           |
| Ренато Салватори | хотелиер         |
| Жан Буиз         | журналист        |